# Dave Curtis
David George Curtis, més conegut com a Dave Curtis   (Bicester, 1931), és un ex-pilot de motocròs anglès que tingué ressò internacional durant la dècada del 1950 i començaments de la del 1960. Entre altres èxits destacats, com a membre de l'equip britànic guanyà el Motocross des Nations tres anys (1954, 1957 i 1960) i fou Campió britànic de motocròs (1958). Practicà també amb èxit l'enduro i aconseguí, per exemple, la medalla d'or a les edicions de 1956 i 1958 dels Sis Dies Internacionals (anomenats a l'època International Six Days Trial, ISDT), ambdues celebrades a Garmisch-Partenkirchen.

## Resum biogràfic
Dave Curtis era l'amo d'una granja a Stoke Lyne, prop de Bicester. Dins la seva propietat, hi tenia un circuit on de vegades s'hi organitzaven curses de motocròs d'anomenada, com ara el South versus North Team Scramble.

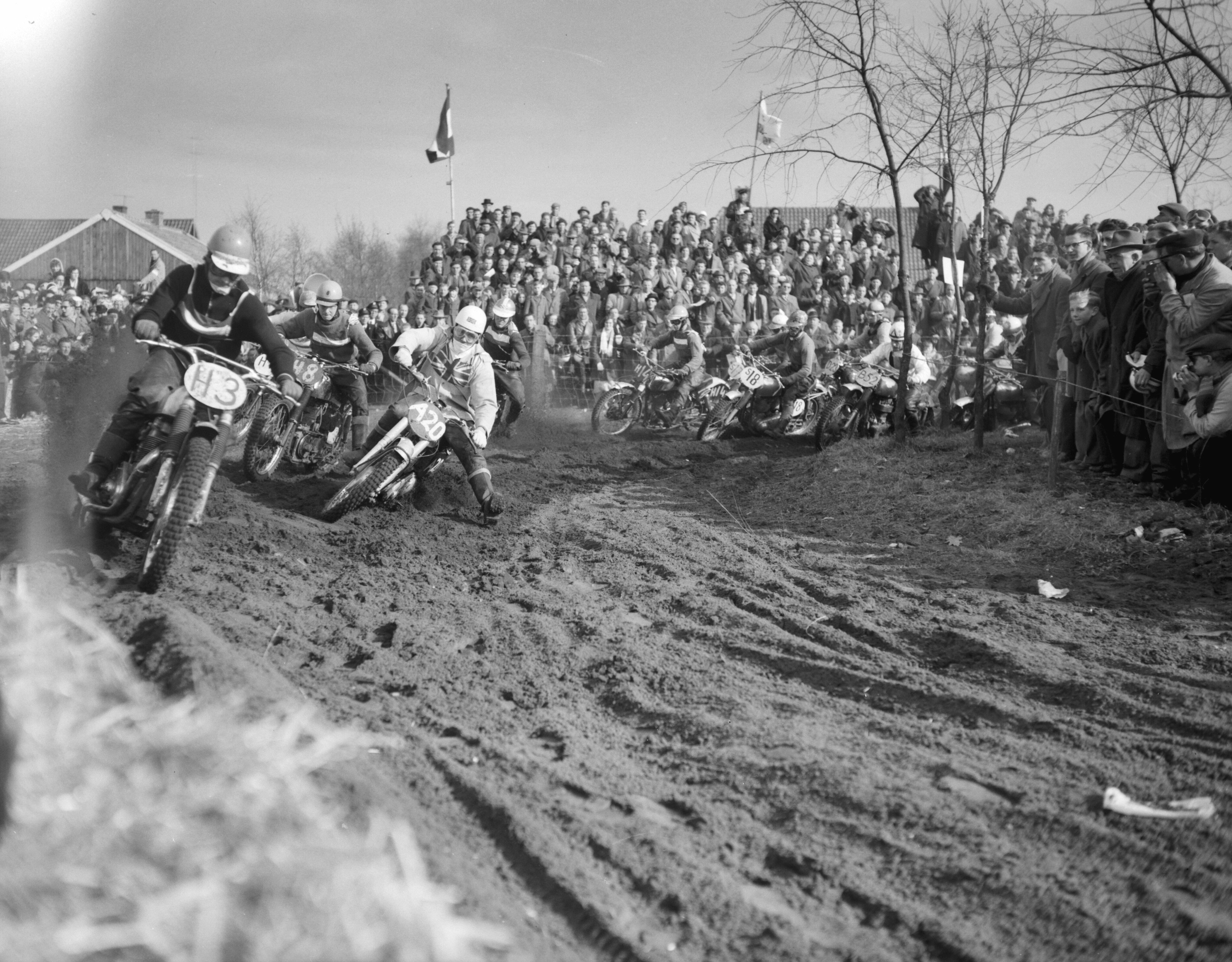
Dave Curtis (A20) al Motocross der Azen de 1958

Durant pràcticament tota la seva carrera dins el motocròs, va córrer amb Matchless, marca de la qual fou també representant a la seva zona (tenia una concessionària al mateix Bicester). A la seva època fou un dels pilots més carismàtics de la marca, una de les que fabricava la mateixa empresa (AMC) que produïa també les AJS i les Greeves entre d'altres. Curtis seguí, de fet, el camí iniciat per Geoff Ward (AJS) i Brian Stonebridge (Greeves) com a pilot estel·lar de l'AMC en competicions de motocròs -anomenat scramble aleshores al Regne Unit- amb el suport comercial dels principals fabricants del moment: l'AMC i la seva eterna rival, BSA.
A banda del Campionat britànic de motocròs de 500cc (anomenat aleshores ACU Scramble Drivers' Star) que va guanyar el 1958, va semblar que en guanyava un altre el 1961, si més no, així es va publicar a la premsa al final de la temporada. Unes setmanes després, però, l'ACU es va adonar que s'havien adjudicat punts erròniament en una cursa per a motos de fins a 1.000 cc i, un cop fetes les oportunes rectificacions, el títol de campió fou finalment concedit a Jeff Smith (amb 30 punts totals pels 26 de Curtis). Pel que fa al Campionat del Món de motocròs, Dave Curtis en fou un dels més destacats participants a la categoria dels 500cc. La seva millor temporada hi fou la de 1959, quan hi acabà en tercer lloc final. Aquell any ja l'havia començat amb una important victòria al prestigiós Motocross der Azen de Sint Anthonis, als Països Baixos.
Al llarg de la seva carrera, Curtis aconseguí diverses victòries al conegut circuit de Hawkstone Park, a Shropshire, entre elles una al "Daily Herald" Brian Stonebridge Memorial Scramble de 1960, celebrat pocs mesos després de la mort en accident d'aquest cèlebre pilot, i la que més anomenada li va donar, la seva única victòria en un Gran Premi del Campionat del Món: el Gran Premi de Gran Bretanya de 500cc de 1961. A finals d'aquell mateix any, Curtis es va retirar definitivament de la competició d'alt nivell, tot i que va continuar participant en curses menors.

## Palmarès en motocròs

### Palmarès internacional
Font:
| Any          | Motocicleta  | C. del món 500cc | MXDN    |
| ------------ | ------------ | ---------------- | ------- |
| 1954         | Matchless    | 11è              | 1r      |
| 1955         | Matchless    | -                |         |
| 1956         | Matchless    | 14è              |         |
| 1957         | Matchless    | -                | 1r      |
| 1958         | Matchless    | 19è              | 2n      |
| 1959         | Matchless    | 3r               | [ a 3 ] |
| 1960         | Matchless    | -                | 1r      |
| 1961         | Matchless    | 8è               | 2n      |
| Total títols | Total títols | 0                | 3       |

Notes
1. ↑  La classificació consignada a MXDN fa referència a la posició final obtinguda per l'equip estatal
2. ↑  Fins al 1956 inclòs no existia el Campionat del Món de 500cc, ans el Campionat d'Europa.
3. ↑  Curtis formà part de l'equip britànic al Motocross des Nations el 1959, però obtingué el cinquè pitjor temps dels seus sis integrants.[12]

### Palmarès al Campionat britànic
Font:
| Any  | Motocicleta | 500cc |
| ---- | ----------- | ----- |
| 1953 | Matchless   | 8è    |
| 1954 | Matchless   | 9è    |
| 1955 | Matchless   | 3r    |
| 1956 | Matchless   | 2n    |
| 1958 | Matchless   | 1r    |
| 1959 | Matchless   | 5è    |
| 1960 | Matchless   | 4t    |
| 1961 | Matchless   | 2n    |